# Collapsing/Singvögel Rückwärts & Co.
Collapsing/Singvögel Rückwärts & Co. è il secondo album discografico degli Amon Düül, pubblicato dall'etichetta discografica Metronome Records nel novembre del 1969.

## Tracce
Brani composti da Hans-Ulrich Weigel.
Lato A
1. Booster (Kolkraben) – 3:03
2. Bass, Gestrichen (Pot Plantage, Kollaps) – 3:25
3. Tusch FF. – 3:53
4. Singvögel Rückwärts (Singvögel Vorwärts) – 4:11
5. Lua-Lua-He (Chor der Wiesenpieper) – 1:40

Durata totale: 16:12
Lato B
1. Shattering & Fading (Flattermänner) – 4:25
2. Nachrichten aus Cannabistan – 3:13
3. Big Sound (Die Show der Blaumeisen) – 2:09
4. Krawall (Repressiver Montag) – 3:31
5. Blech & Aufbau (Bau, Steine & Erden) – 2:06
6. Natur (Auf dem Lande) – 1:52

Durata totale: 17:16
Edizione CD del 1993, pubblicato dalla ButterFLY Music Records (Bm23264)
Brani composti da Hans-Ulrich Weigel
1. Booster (Kolkraben) – 3:02
2. Bass, Gestrichen (Pot plantange, Kollaps) – 3:24
3. Tusch FF. – 4:29
4. Singvögel Rückwärts (Singvögel Vorwärts) – 4:09
5. Lua-Lua-He (Chor der Wiesenpieper) – 6:18
6. Shattering & Fading (Flattermänner) – 4:23
7. Nachrichten aus Cannabistan – 3:09
8. Big Sound (Die Show der Blaumeisen) – 2:08
9. Krawall (Repressiver Montag) – 3:10
10. Blech & Aufbau (Bau, Steine & Erden) – 2:04
11. Natur (Auf dem Lande) – 2:49
12. Special Tracks Experience No. 13-18 – 16:14 – Bonus Track
13. Special Tracks Experience No. 19-24 – 17:14 – Bonus Track

Durata totale: 72:33
Edizione CD del ?, pubblicato dalla Metronome Records (SMLP 012CD)
Brani composti da Hans-Ulrich Weigel
1. Booster (Kolkraben) – 3:06
2. Bass, Gestrichen (Pot plantange, Kollaps) – 3:29
3. Tusch FF. – 4:35
4. Singvögel Rückwärts (Singvögel Vorwärts) – 4:14
5. Lua-Lua-He (Chor der Wiesenpieper) – 1:56
6. Shattering & Fading (Flattermänner) – 4:27
7. Nachrichten aus Cannabistan – 3:14
8. Big Sound (Die Show der Blaumeisen) – 2:11
9. Krawall (Repressiver Montag) – 3:15
10. Blech & Aufbau (Bau, Steine & Erden) – 2:08
11. Natur (Auf dem Lande) – 2:53
12. Eternal Flow – 4:12 – Bonus Track
13. Paramechanical World – 5:45 – Bonus Track

Durata totale: 45:25

## Musicisti
- Rainer Bauer - chitarra, voce
- Ella Bauer - percussioni, voce
- Angelika Filanda - percussioni, voce
- Helga Filanda - percussioni, voce
- Wolgang Krischke - tastiere, percussioni
- Ulrich Leopold - basso
- Peter Leopold - batteria
- Uschi Obermaier - maracas